# Saison 9 de Columbo
Chronologie
Saison 8 Saison 10
La saison 9 de la série télévisée Columbo comporte six épisodes diffusés de novembre 1989 à mai 1990.

## Épisode 1:Portrait d’un assassin
- États-Unis : ABC, 25 novembre 1989
- France : TF1, 15 mai 1993

James Frawley
- Durée : 88 minutes

- Patrick Bauchau (VF : Michel Paulin) : Max Barsini
- Fionnula Flanagan (VF : Colette Venhard) : Louise Barsini, la première femme de Max
- Shera Danese (VF : Maïté Monceau) : Vanessa, la seconde femme de Max
- Isabel García Lorca : Julie, modèle et amante de Max
- George Coe (VF : Roger Crouzet) : Dr Sydney Hammer
- Vito Scotti (VF : Serge Lhorca) : Vito, propriétaire du café “Chez Vito”

- Au début de l'épisode, le chien de Columbo, qui participe à un concours canin, mord l'inspecteur.
- Lors de l'analyse du premier rêve de Louise, Columbo relève que « mon oncle » est le symbole d'un « monocle ». Cela est vrai aussi bien dans la version originale que la version française du fait que le vieil homme du rêve s'exprime en français, y compris dans la VO. Par contre, dans le deuxième rêve, le nom de l'agent de Barsini (Harry Chudnow) est modifié dans la VF en « Roger Ludnow » pour correspondre aux initiales RL (« airelles »), alors que dans la VO le rapprochement est fait entre berries (« baies ») et bury (« enterrer »).
- Il s'agit du seul épisode, à l'atmosphère hitchcockienne, dans lequel joue Patrick Bauchau.
- Troisième apparition dans la série de Shera Danese, seconde épouse de Peter Falk.
- Le tableau peint par Barsini pour le bar, peut faire penser au style d’Edward Hopper (Nighthawks)

## Épisode 2:Tout finit par se savoir
- États-Unis : ABC, 20 janvier 1990
- France : TF1, 31 octobre 1992

Daryl Duke
- Durée : 90 minutes

- Ian Buchanan (VF : Yves-Marie Maurin) : Sean Brantley
- Deidre Hall (VF : Anne Kerylen) : Diane Hunter
- Mark Margolis (VF : Michel Ruhl) : Costner, le chauffeur
- Alan Scarfe : Sir Harry Matthews
- Rebecca Staab : Tina
- John Finnegan (VF : Jean-Henri Chambois) : le supérieur de Columbo
- David Huddleston (VF : Roger Lumont) : le maire
- Bruce Kirby : Sergent George Kramer (non crédité)

- Cet épisode ne suit pas la même trame que les autres. Columbo est victime d'une manipulation et l'essentiel de l'épisode porte sur l'enquête d'un crime qui n'a en réalité pas eu lieu. En effet, le véritable meurtre a lieu non pas au début, mais à la fin, une fois la supercherie dévoilée.
- Le temps imparti entre le meurtre et son dénouement par le lieutenant Columbo est par ailleurs le plus court de la série.
- Cet épisode a la particularité de démarrer sur un tube de l'époque : She Drives Me Crazy du groupe Fine Young Cannibals.
- C'est dans cet épisode que l'on lit le fameux gotcha (« je vous ai eu » en argot anglais) sur l'écran du bracelet de radiomessagerie à la fin de l'épisode.
- Il s'agit de l'unique épisode où le lieutenant ne fait aucune mention de son épouse.
- Plusieurs fautes de raccord sont présentes lors de la scène de la discussion entre Columbo et Costner, le chauffeur de la limousine (à partir de 21 min 11 s). Columbo est appuyé au niveau de la lunette arrière de la voiture. Or, dans les plans qui montrent le chauffeur seul, ce dernier se situe également au niveau de cette lunette arrière.
- Lors du passage dans la cuisine (arrière du restaurant), le cuisinier dit au chauffeur "12 cylindres" pour le moteur de la limousine Lincoln, alors que ces modèles ne sont équipés que de moteur 8 cylindres.
- Dès le début de l'épisode, lorsque la Lincoln est au premier plan, on peut apercevoir la Peugeot 403 de Columbo passer en arrière plan.
- On peut voir Columbo se promener au bord de la piscine tout au début de l'épisode alors qu'il n'est pas censé être déjà entré en scène.
- La même séquence est montrée deux fois (jeunes femmes posant au bord de la piscine) : au début, immédiatement après le générique, et après la visite de Columbo dans la ruelle où a été tiré le coup de feu.

- Lien externe : Sur Alligatographe.com

## Épisode 3:Votez pour moi
- États-Unis : ABC, 10 février 1990
- France : TF1, 25 octobre 1995

Patrick McGoohan
- Durée : 88 minutes

- Patrick McGoohan (VF : Jacques Thébault) : Oscar Finch
- Louis Zorich (VF : Jean-Henri Chambois) : Frank Staplin
- Denis Arndt (VF : Pierre Fromont) : Paul Mackey
- Steven Ford : Toby Ritt
- Arthur Hill (VF : Jean-François Laley) : Gouverneur James Montgomery
- Stanley Kamel : Tim Haines
- Bruce Kirby (VF : Roger Lumont) : Sergent Georges Kramer

Les primaires approchent. Elles sont les préludes à l'élection présidentielle américaine. James Montgomery est le gouverneur de Californie. Il est grand favori et décide de faire appel à Paul Mackey pour constituer avec lui le fameux « ticket » proposé aux électeurs. Par ailleurs, cela ouvrirait une voie royale à l'avocat Oscar Finch (un  ami de Mackey) pour que celui-ci devienne procureur général des États-Unis (Attorney General). 
Une très vieille connaissance de Finch et de Mackey – Frank Staplin – choisit ce moment pour réclamer de l'aide. Il est compromis dans différentes affaires louches pour lesquelles il risque cinq ans de prison. Il va bientôt être jugé et il prend contact avec Finch un soir en l'appelant directement chez lui au téléphone. L'avocat cherche à éviter la conversation, voyant son cas comme indéfendable et perdu d'avance mais Staplin est insistant et menace de révéler comment Finch l’a auparavant aidé de façon peu régulière. Afin de régler le problème, Finch convient alors d'un rendez-vous rapide chez son interlocuteur, le soir même. L'avocat ment à son épouse sur la raison de sa sortie en lui affirmant qu'il doit se rendre dans son cabinet en ville afin d'y parler avec quelqu'un d'important pour préparer les primaires. 
Finch se rend donc en voiture dans son cabinet, seul. Dans les lieux, il sort son arme de son coffre-fort et en extrait une balle. Il utilise deux pinces pour la vider de sa poudre sur une feuille d’aluminium puis y met le feu et garde le résidu de poudre dans sa poche. Il va aussi effriter tout un cigare et le laisser se consumer lentement afin de faire croire ensuite que la personne qu'il est censé avoir rencontrée est un fumeur. 
Finch se rend à pied chez Staplin sous une pluie battante. Ce dernier est occupé à envoyer plusieurs fax et ne termine pas sa transmission. Il demande à l'avocat de subtiliser un document sur lequel se base l'accusation contre lui et menace ouvertement de révéler les faits passés très compromettants pour les deux si cela n'est pas fait. L'avocat utilise son arme et tue alors son interlocuteur d'une balle dans la tempe droite. Il maquille la scène de crime en mettant les empreintes de Staplin sur l'arme et utilise le résidu de poudre brûlée qu'il souffle sur sa main pour faire croire qu'il s'est bien servi du pistolet. Il fait tomber l'arme sur le plancher. Une goutte de sang déjà coagulé est pourtant présente au sol. L’assassin rentre ensuite à son cabinet sous l’averse qui le trempe complètement. Il retourne ensuite chez lui. La pluie ayant entretemps cessé, il laisse sèche sa place de parking réservée ce qui constitue une trace d'un véhicule présent pendant cette averse.
- Dans cet épisode, on voit que Columbo est grand amateur de Parmigiano Reggiano, un fromage italien.
- Columbo découvre le fonctionnement d'un fax, technique de transmission innovante à l'époque.
- C'est la 3e apparition de Patrick McGoohan dans le rôle de l'assassin.
- Columbo propose au personnage incarné par Patrick McGoohan d'écouter deux blagues que la personne assassinée était en train de faxer. L'une des blagues concerne une personne juive, l'autre une personne irlandaise ; et Patrick McGoohan (lui-même d'origine irlandaise) préfère n'écouter que la première.
- Cet épisode marque la dernière apparition de l'acteur Arthur Hill à la télévision.
- Le nom d'Oscar Finch pourrait être inspiré d'Atticus Finch, un avocat présent dans le roman Ne tirez pas sur l'oiseau moqueur d’Harper Lee. Quand par ailleurs, aux abords de la propriété Finch, Columbo hèle un prestataire de services domestiques de blanchisserie pour lui demander s'il est en affaire avec cette adresse, ce dernier (interprèté par Michael Goldfinger), au volant de sa camionnette, goguenard, se plaît à citer d'autres noms d'oiseaux, en glissant dans l'hilarité.

## Épisode 4:L’enterrement de Madame Columbo
- États-Unis : ABC, 31 mars 1990
- France : TF1, 24 avril 1993

Vincent McEveety
- Durée : 93 minutes

- Helen Shaver (VF : Catherine Lafond) : Vivian Dimitri
- Michael Alldredge (VF : Roger Lumont) : Connolly
- Don Calfa : Rudy
- George Buck Flower : George Thornwood
- Teresa Ganzel (VF : Anneliese Fromont) : Dede Perkins
- Hugh Gillin (VF : Jean-Henri Chambois) : le prêtre des funérailles
- Rosanna Huffman : Mrs Thornwood
- Tom Isbell (VF : Patrick Poivey) : sergent Brady
- Roscoe Lee Browne (VF : Jean-Henri Chambois) : Dr Steadman
- Ian McShane (VF : Jean Roche) : Leland St. John
- Edward Winter : Charlton 'Charlie' Chambers

- L'épisode est constitué de la scène montrant l'enterrement de la femme de Columbo, entrecoupée de nombreux flashbacks où l'on voit le meurtre que la coupable a fomenté pour attirer Columbo, et l'enquête proprement dite, dont le dénouement intervient à l'issue de la cérémonie. Un subtil tour de passe-passe permet de ne rien dévoiler, ni de la femme de Columbo, ni sur Columbo lui-même (sentiments, lieu de résidence, etc.).
- Cet épisode marque le retour du scénariste Peter S. Fischer, auteur des épisodes  Édition tragique,  En toute amitié,  Réaction négative et  État d'esprit qui figurent parmi les meilleurs des saisons 3 et 4.

## Épisode 5:Couronne mortuaire
- États-Unis : ABC, 28 avril 1990
- France : TF1, 28 janvier 1993

Alan J. Levi
- Durée : 90 minutes

- James Read (VF : Edgar Givry) : Wesley Corman
- Marshall Teague (VF : Luc Bernard) : Adam Evans
- Jo Anderson (VF : Isabelle Ganz) : Lydia Corman
- Victor Bevine (VF : Daniel Gall) : lui-même
- Ron Cey (VF : Jean-Pierre Denys) : lui-même
- John Roarke (VF : Philippe Mareuil) : lui-même
- Dick Sargent (VF : Jean-François Laley) : lui-même
- Nancy Walker (VF : Nicole Vervil) : elle-même
- Mark Arnott (VF : Philippe Vincent) : David Sherwin, le frère de Lydia
- Paul Burke (VF : Roger Rudel) : Horace Sherwin
- Steven Gilborn (VF : Jean-Pierre Denys) : George, le légiste
- Morgan Jones (VF : Jean-Henri Chambois) : le technicien du labo
- Lynne Marta (VF : Catherine Lafond) : Frances (France en VF)
- Raymond Singer(VF : Philippe Mareuil) : le dentiste de Columbo
- James A. Watson, Jr (VF : Daniel Gall) : le sergent McCauley

Wesley Corman, dentiste des stars, est un dépensier impénitent qui vit aux crochets de son beau-père et associé richissime, Horace Sherwin.
Il est parvenu à épouser Lydia, la fille de son associé, à la suite d'un moment pénible pour elle après la mort par crise cardiaque de son premier mari lors de leur nuit de noces. De santé fragile, Lydia prend régulièrement de la digitaline.
Mais, le mariage battant de l'aile, le beau-père ne voit plus la nécessité d'éponger régulièrement les dettes de son gendre. Il exige qu'il le rembourse et le somme de divorcer. 
Corman conçoit alors un plan diabolique pour, à la fois, se débarrasser d'Adam Evans, acteur en vogue et amant de sa femme, compromettre celle-ci dans ce meurtre, se rendre indispensable et rentrer ainsi dans les bonnes grâces de son beau-père. 
Profitant qu'Evans est également l'un de ses patients, il décide donc de l'empoisonner avec effet différé en dissimulant de la digitaline dans le pansement d'une dent cariée. 
Pendant un rendez-vous galant avec Lydia, Evans meurt empoisonné après avoir consommé une margarita. 
Corman, qui s'est constitué un alibi en béton en allant jouer aux cartes pendant le drame, fait mine de voler au secours de sa femme en maquillant le crime dont elle risque d'être accusée en une crise cardiaque ordinaire que l'acteur aurait eue au volant de sa voiture.
- L'assassin, un dentiste, avoue à Columbo son faible intérêt pour la chimie, cet aveu apparemment anodin vaudra sa perte.
- Dans cet épisode, les acteurs Nancy Walker (1922-1992) et Dick Sargent (1930-1994) ainsi que l'ancien joueur de baseball Ron Cey apparaissent dans leur propre rôle autour d'une table de poker.
- Cet épisode marque le retour du scénariste Steven Bochco, auteur des épisodes  Le Livre témoin,  Attente et  Symphonie en noir qui figurent parmi les saisons 1 et 2.
- Le titre original  Uneasy Lies the Crown fait allusion à la phrase de la pièce de théâtre de W. Shakespeare « Henry IV », Uneasy lies the head that wears a crown.

## Épisode 6:Meurtre en deux temps
Walter Grauman
- Durée : 92 minutes
- Première diffusion :
- États-Unis : ABC, 14 mai 1990
- France : TF1, 22 mai 1993

- Andrew Stevens (Wayne Jennings) (VF : Guy Chapellier)
- Brenda Vaccaro (Jess McCurdy) (VF : Marion Game)
- Floyd Levine (en) (Lieutenant Schultz) (VF : Roger Lumont)
- Laurie Walters (Helen Ashcroft) (VF : Colette Venhard)
- Sondra Currie
- Janet Margolin (Theresa Goren) (VF : Catherine Lafond)

- Cet épisode est l'un des rares de la série où l'identité du coupable est mise en doute : on apprend rapidement que  la victime qui se fait tirer dessus était déjà morte à ce moment-là.

- Cet épisode marque le retour du scénariste Jackson Gillis, auteur des épisodes  Plein cadre,  SOS Scotland Yard,  Requiem pour une star, ainsi que de  La Montre témoin.